# Saint-Ganton
Saint-Ganton är en kommun i departementet Ille-et-Vilaine i regionen Bretagne i nordvästra Frankrike. Kommunen ligger i kantonen Pipriac som tillhör arrondissementet Redon. År 2022 hade Saint-Ganton 414 invånare.

## Befolkningsutveckling
Antalet invånare i kommunen Saint-Ganton
Referens:INSEE